# Haringtonhippus francisci
Haringtonhippus francisci es una especie extinta y único representante del género de mamíferos perisodáctilos de la familia Equidae. Vivió en América del Norte durante el Pleistoceno. Especímenes de E. francisci han sido hallados desde el norte de Texas al sur de Dakota del Sur en Estados Unidos y en Alberta, Canadá. La evidencia indica que esta especie evolucionó en América del Norte.

## Taxonomía
Haringtonhippus fue descrito originalmente en 1915 como una nueva especie del género Equus, E. francisci. El mismo año fue descrita una especie separada de un hueso de extremidad como Equus calobatus por Troxell. Esta especie fue hallada en un horizonte terrestre del Irvingtoniense en la Formación Tule de Rock Creek, Texas. Equus calobatus es considerado distinto de E. francisci sobre la base de su tamaño significativamente mayor, medido a partir de sus metapodiales. Dalquest (1979) consideró a la especie Equus tau Owen, 1869, descrita a partir de dientes hallados en México, un sinónimo más antiguo de E. francisci, mientras que Equus quinni y E. arrelanoi fueron sinonimizados con E. francisci por Winans (1989). La especie Equus achates Hay y Cook, 1930 (sinonimizada con E. tau por Dalquest, 1979) fue sinonimizada con E. francisci por Hulbert (1995), quien también declaró a E. tau y E. littoralis como nomen dubium.
Un artículo publicado en 2017 por Heintzman y colaboradores encontró que Equus francisci se sitúa por fuera del género Equus basándose en un análisis filogenético que utilizó datos de ADN, por lo cual se requirió erigir un nuevo nombre de género, Haringtonhippus para E. francisi.